# Comtat de Napa
El comtat de Napa o la Vall de Napa, en anglès:Napa County o Napa Valley és un comtat administratiu dels Estats Units, a Califòrnia al nord de l'Àrea de la Badia de San Francisco. L'any 2010 tenia 136.484 habitants. La seu d'aquest comtat és a Napa. El comtat de Napa és un dels comtats originals de Califòrnia, i va ser creat l'any 1850 en el moment de la formació de l'estat de Califòrnia.
La paraula Napa és d'origen amerindi i té diverses traduccions com os gris,casa,mare terra i peix. La més pausible és casa de la paraula patwin Napo. Pels residents urbans segons una llegenda urbana Napa significaria: sempre hi tornaràs ("you will always return").
El comtat de Napa que havia produït diversos cultius actualment, però, principalment és conegut per la vinya i el vi i des de la dècada de 1960 està en el rang dels grans productors de vi del món (França, Itàlia i Espanya).

## Geografia

### Ciutats i poblacions
- American Canyon
- Calistoga
- Napa
- St. Helena
- Yountville